# Love Like Blood
"Love Like Blood" är en låt från 1985 av Killing Joke, släppt som andra singel från gruppens femte studioalbum Night Time. År 2010 gjorde det svenska rockbandet Dead By April en cover på låten.

## Listplacering
| Lista (1985)              | Topplacering |
| ------------------------- | ------------ |
| Västtyska singellistan    | 24           |
| Irländska singellistan    | 30           |
| Nederländska singellistan | 5            |
| Nyzeeländska singellistan | 6            |
| Brittiska singellistan    | 16           |

### Fotnoter
1. ↑  Västtyska singellistan Charts-surfer.de Arkiverad 8 januari 2010 hämtat från the Wayback Machine. (läst 19 december 2008)
2. ↑  Irländska singellistan Irishcharts.ie (läst 19 december 2008)
3. ↑  Nederländska singellistan  (Retrieved December 19, 2008)
4. ↑  ”charts.org.nz - Discography Killing Joke”. Hung Medien / hitparade.ch. https://charts.nz/showitem.asp?interpret=Killing+Joke&titel=Love+Like+Blood&cat=s. Läst 12 april 2010.
5. ↑  UK Singles Chart Chartstats.com (läst 8 augusti 2008)